# John Dransfield
John Dransfield, född 18 april 1945 i Liverpool, Storbritannien, är en brittisk botaniker specialiserad på palmer.
Auktorsnamnet J.Dransf kan användas för John Dransfield i samband med ett vetenskapligt namn inom botaniken; se Wikipediaartiklar som länkar till auktorsnamnet.